# Cantonul Altkirch
Cantonul Altkirch este un canton din arondismentul Altkirch, departamentul Haut-Rhin, regiunea Alsacia, Franța.

## Comune
- Altkirch (reședință)
- Aspach
- Ballersdorf
- Berentzwiller
- Carspach
- Eglingen
- Emlingen
- Saint-Bernard
- Franken
- Frœningen
- Hausgauen
- Heidwiller
- Heiwiller
- Hochstatt
- Hundsbach
- Illfurth
- Jettingen
- Luemschwiller
- Obermorschwiller
- Schwoben
- Spechbach-le-Bas
- Spechbach-le-Haut
- Tagolsheim
- Tagsdorf
- Walheim
- Willer
- Wittersdorf